# Rose (geslacht)
Rose is de naam van een Nederlands geslacht dat in 1912 werd opgenomen in het Nederland's Patriciaat.

## Geschiedenis
De stamreeks begint met Lourentius Rose, geboren omstreeks 1595 en koopman te Hilperhousen in Frankenland. Een nazaat van hem, Christian Rose (1718-1786), vestigde zich in Nederlands-Indië en werd zo de stamvader van de Nederlandse tak.
Het geslacht werd in 1912 opgenomen in het Nederland's Patriciaat.

## Enkele telgen
Valentin Rose (1694-1752), koopman en senator te Neu-Rüppin
- Christian Rose (1718-1786), medisch doctor, lijfarts van Frederik de Grote, vestigde zich in Nederlands-Indië en werd gouverneur en commandant van Jaffanapatnam (1771)
  - mr. Simon Hendrik Rose (1769-1823) werd resident te Cheribon, lid van de raad van Utrecht; trouwde in 1797, als weduwnaar van Elisabeth Geertruida Barkey, Johanna Senn van Basel (1775-1850)
    - Willem Nicolaas Rose (1801-1877), kapitein-ingenieur, architect, Ridder Militaire Willems-Orde; trouwde in 1824 jkvr. Johanna Maria van Alphen (1799-1866), dochter van jhr. Daniël François van Alphen (1774-1840), lid van de familie Van Alphen
      - Eduard Karel Gustaaf Rose (1840-1908), trouwde in 1888 Cornelia Adriana Molewater (1852-1924), dochter van dr. Jan Bastiaan Molewater, eerste directeur van het Coolsingelziekenhuis, zus van Marie Elise Molewater (1864-1954) en schoonzus van haar man Eduard Willem baron van der Capellen (1863-1935) en schoonzus van prof. dr. Ambrosius Hubrecht (1853-1915)

    - Hendrik Johan Rose (1804-1848), trouwde in 1830 met Jane Mary Duim (1805-1852)
      - Pauline Madelaine Rose (1838-1908); trouwde in 1859 jhr. Karel Jacob Adriaan Hendrik Ram (1829-1911), heer van Bottestein, lid van de gemeenteraad van Zeist (1869-1873), hoogheemraad van het Waterschap Heycop en officier (laatstelijk kapitein) van de schutterij, lid van de familie Ram
        - jhr. Johan Hendrik Ram (1861-1913), kapitein der grenadiers en medeoprichter van de Koninklijke Nederlandse Vereniging voor Luchtvaart, vriend van de schrijver Louis Couperus (1863-1923)

      - Frederik Cornelis Rose (1839-1909)
        - Elisabeth Louise Rose (1875-1944), kunstschilderes

      - Marie Madelaine Rose (1841-1922); trouwde in 1868 met Cornelis Hendrik Elout (1837-1897), vice-consul der Nederlanden te Pau (Frankrijk), burgemeester van Domburg, zoon van generaal-majoor Cornelis Pieter Jacob Elout (1795-1843), lid van de familie Elout
        - Cornelis Karel Elout (1870-1947), parlementair redacteur Algemeen Handelsblad
        - Paulus Johannes Elout, heer van Zoeterwoude (1873-), oud-directeur  N.V. Bad- en Strandhotel Domburg; trouwde in 1902 met Marie Jeannette Sophie Lucia Drabbe (1875-1956), kunstschilderes
        - Johanna Madeleine Elout (1875-1957), jeugdboekenschrijfster en theosoof; trouwde in 1905 met prof. ir. Ernest Louis Selleger (1876-1967), hoogleraar en voorzitter Theosofische Vereniging in Nederland (1945-1946)

Geslachten die opgenomen zijn in het sinds 1910 verschijnende genealogische naslagwerk Nederland's Patriciaat. Lijst volgens opgave van het CBG Centrum voor familiegeschiedenis.
A · B · C · D · E · F · G · H · I · J · K · L · M · N · O · P · Q · R · S · T · U · V · W · Y · Z